# Chiesa dell'Ascensione di Gesù e Nostra Signora della Neve
La chiesa dell'Ascensione di Gesù e Nostra Signora della Neve è un luogo di culto cattolico situato nella frazione di Sessarego, in piazza Emanuele Cevasco, nel comune di Bogliasco nella città metropolitana di Genova. La chiesa è sede della parrocchia omonima del vicariato di Bogliasco-Pieve-Sori dell'arcidiocesi di Genova.

## Storia
Secondo alcuni documenti la presenza di una chiesa o tempio religioso nella frazione di Sessarego sarebbe documentata già dal 1234. La chiesa, dedicata alla Nostra Signora della Neve e all'Ascensione di Gesù Cristo, fu elevata al titolo di parrocchiale nel 1935.
L'odierna struttura architettonica è risalente alla prima metà del XVII secolo, ristrutturata nel corso del XIX secolo. Il campanile fu edificato nel 1922.

## Descrizione
Al suo interno sono presenti alcuni quadri di scuola genovese di pregevole fattura del XVIII secolo.
È inoltre conservata una statua in marmo raffigurante la Madonna della Neve (patrona di Sessarego) attribuita allo scultore lombardo Leonardo Mirano, già attivo nel capoluogo ligure, e tre crocifissi lignei; uno più piccolo è risalente probabilmente alla fine dell'Ottocento, e due di maggiori dimensioni acquistati degli anni ottanta del Novecento, portati in processione dai "Cristezzanti" in occasione delle feste patronali dell'Ascensione e della Madonna della Neve.
Di pregio è anche l'arredo liturgico con paramenti del Settecento e dell'Ottocento tuttora ben conservati.

## La confraternita
La confraternita di Nostra Signora della Neve fu fondata nel 1897 e ufficialmente riconosciuta dalla locale Curia due anni dopo; da allora ha la propria sede nella chiesa parrocchiale di Sessarego. La comunità operò nella frazione secondo i suoi fini statutari quali il suffragio e la sepoltura dei defunti, l'assistenza agli ammalati e la devozione verso la Madonna della Neve. Nel 1981 essa fu ufficialmente ricostituita dopo anni di inattività. All'interno della parrocchiale oltre ai crocifissi processionali già citati, esiste una statua lignea della Madonna che viene portata a spalle in processione in occasione della festività patronale della Madonna della Neve del 5 agosto.